# Arnaldo Colasanti
Arnaldo Colasanti (Fiuggi, 1º agosto 1957) è un critico letterario, scrittore e conduttore televisivo italiano vincitore del Premio Grinzane Cavour nel 2002.

## Biografia
Redattore della rivista Poesia, è diventato condirettore di Nuovi Argomenti, interessandosi in modo preponderante di letteratura italiana e francese. È stato professore a contratto alla Facoltà di Lettere e Filosofia dell'Università degli Studi di Roma Tor Vergata. Dal 2017 è professore straordinario a tempo determinato presso l'Università Telematica Guglielmo Marconi.
Da giugno a settembre 2009 ha condotto il programma di Raiuno Unomattina Estate, con Miriam Leone, Miss Italia 2008.
È direttore artistico di "Les Mots - Festival della parola in Valle d'Aosta" nelle dieci edizioni (2010-2019).
È componente di vari Consigli di amministrazione e Comitati scientifici di Musei e Istituzioni (Musei Reali, Museo Galileo Galilei, Museo Nazionale Etrusco di Villa Giulia, Cepell Centro per la lettura).
È presidente della Fondazione Toti Scialoja.
Fa parte della giuria del Premio Brancati Zafferana. 

## Controversie
Il 26 aprile 2017 Striscia la Notizia mandò in onda spezzoni audio nei quali Colasanti faceva dichiarazioni su presunti retroscena riguardanti la vittoria di Edoardo Albinati al Premio Strega nel 2016 e la nomina di Nicola Lagioia come direttore del Salone internazionale del libro di Torino.

## Opere
- A giorno chiaro. Ritratti di poesia italiana (Rotundo, 1991)
- Novanta. Il conformismo della cultura italiana (Fazi, 1996)
- Decalogo (Rizzoli, 1997)
- Gatti e scimmie (Rizzoli, 2001)
- Rosebud. Una generazione di scrittori italiani (Quiritta, 2003)
- La prima notte solo con te (Mondadori, 2010)
- La stanza chiara. La narrativa di Enzo Siciliano, (Fandango, 2011)
- Febbrili transiti. Frammenti di etica, (Mimesis, 2012)
- Suite celeste. Saggi di letteratura francese (Gaffi, 2014)
- La Magnifica (Fazi, 2017)
- Serie Cantieri del Nord, studi di poesia:
  - La vita comune. Lettura di Claudio Damiani (Melville, 2018)
  - Polittico del Sangue amaro. Lettura di Valerio Magrelli (Quodlibet, 2018)
  - Dario il grande. La poesia di Dario Bellezza (CartaCanta, 2019)
  - Notte purpurea. La poesia di Giancarlo Pontiggia (Amos, 2020)
  - Braci. La poesia italiana contemporanea (Bompiani, 2021)
- Lettere sull'insensatezza necessaria della vita (Quaderni de La Nuova Pesa, 2021
- Realia. Tredici mostre attorno alla realtà, Quodlibet, 2024